# 第5號鋼琴奏鳴曲 (貝多芬)
c小調第5號鋼琴奏鳴曲，作品10之1，是貝多芬的鋼琴奏鳴曲，大約於1796-98年間創作。他的作品10的3首奏鳴曲（本曲、第6號及、第7號）皆題獻予布朗勒伯爵夫人安·瑪格麗特。本曲採用了最能代表貝多芬的c小調為調性，亦與及後的第8號「悲愴」同調，因此被視為他創作「c小調音樂」的先驅。
全曲連重覆約為15-17分鐘。

## 樂曲結構
本奏鳴曲共有三個樂章，分別是：
- 第一樂章：持續輝煌的快板（Allegro molto e con brio）
- 第二樂章：持續的行板（Adagio molto）
- 第三樂章：終曲，極急板（Finale, Prestissimo）

## 外部連結
- 波恩貝多芬之家有關《第5號》、《第6號》及《第7號鋼琴奏鳴曲》資料（德文）
- 希夫·安德拉斯談論貝多芬的《第7號鋼琴奏鳴曲》 （页面存档备份，存于）
- 貝多芬《第5號鋼琴奏鳴曲》：国际乐谱典藏计划上的乐谱
- 贝多芬《第5号钢琴奏鸣曲》创作历程的介绍及对音乐内容的评论（英文）
- 帕福利·江珀潘恩（Paavali Jumppanen）於伊莎貝拉嘉納藝術博物館內的演奏版本